# 자이 공항
자이 공항(중국어 정체자: 嘉義航空站, 영어: Chiayi Airport, IATA: CYI, ICAO: RCKU)은 중화민국 자이 현 수이상 향에 있는 공항이다. 통칭은 수이상 공항(水上機場)이다.

## 운항 노선
| 항공사   | 목적지     |
| -------- | ---------- |
| 유니항공 | 킨멘, 펑후 |

## 같이 보기
- 중화민국 교통부 민용항공국
- 대만의 교통
- 대만의 공항 목록